# 筑摩神社 (米原市)
筑摩神社（ちくまじんじゃ）は滋賀県米原市にある神社。国史見在社で旧県社。日本三大奇祭の一つとされる鍋冠祭（なべかぶりまつり）が著名で、米原市の無形民俗文化財に指定されている。

## 祭神
御食津神を主祭神に大歳神、倉稲魂神、大市姫神の3柱を配祀するが、いずれも食物に関係のある神である。

## 歴史
社伝によれば、孝安天皇28年（BC365年）に創祀され、継体天皇が越前から上京する際に、当社のそばに行宮を設け、社殿を再建して神域を定めたとされているが、鎮座地は桓武天皇の時代に内裏大膳職の御厨が置かれた地なので、その鎮守として御食津神を祀ったものとも推定されている。なお、御厨は延久2年（1070年）に廃された。
仁寿2年（852年）に従五位下の神階を授けられているが、『延喜式神名帳』への記載はない。後鳥羽天皇や源頼朝からも神領が寄進され、寛元3年（1245年）には最高位の正一位の神階が授けられた。江戸時代には彦根藩主井伊氏の崇敬を受けた。
明治16年（1883年）郷社に列し、大正4年（1915年）県社に昇格、同年神饌幣帛料供進社の指定を受けた。

## 祭事
5月3日の春の大祭では、御旅所から神社までの約1kmを総勢200人がねり歩く。その行列の中に狩衣姿の数え年8歳前後の少女8人が鍋を被って加わることから「鍋冠祭」とも呼ばれ、日本三大奇祭の一つとされることがある。
社伝によれば、桓武天皇の時代（8世紀）以来1200年の伝統がある。当社の祭神が全て食物に関係のある神であり、神前に供物とともに近江鍋と呼ばれる土鍋を贖物したことから、このような祭が生まれたと考えられている。
過去には鍋冠りは少女ではなく妙齢の女性の役目だった。鍋冠りの女性はそれまでに経験した男の数だけの鍋を冠るという不文律があり、平安時代の歌物語『伊勢物語』にも「近江なる筑摩の祭とくせなむつれなき人の鍋の数見む」（第120段）と詠われるほど有名なルールだった。江戸時代中期に、わざと少ない数の鍋をかぶった女性に神罰が下り、かぶっていた鍋を落とされ笑いものにされ、お宮の池に飛び込み自殺してしまうという事件が起きた。事件の顛末を聞いた藩主の井伊氏が鍋冠りを禁止したが、嘆願の結果、7,8歳の幼児による行列ならば、と許可され今日の姿となった。
鍋冠祭は米原市の無形民俗文化財に指定されている。